# Kilgore Trout
Kilgore Trout är en science fiction-författare som dyker upp i många av Kurt Vonneguts berättelser och som sägs vara en litterär avbild av den riktige sf-författaren Theodore Sturgeon. Enligt Vonnegut själv är Kilgore Trout hans eget alter ego, "den jag var förr", och beroende på Vonneguts sinnesstämning – och Trouts roll i berättelsen – varierar hans framgång. I en berättelse har han problem med att få en anständig förläggare och får sina alster publicerade som sidutfyllnad i pornografiska magasin som säljs med epitetet "vidöppna bävrar inuti". I en annan berättelse får Trout Nobelpriset i litteratur. 
Kilgore Trout är en parodi på den arketypiske science fiction-författaren. Samtidigt representerar han en ödmjuk tillbakablick på Vonneguts egen karriär som författare – Vonnegut började själv med korta noveller som han fick publicerade i diverse magasin.
En bok, Venus on the Half-Shell, har också publicerats under pseudonymen Kilgore Trout. Det antogs från början att det var Kurt Vonnegut själv som hade skrivit boken men det kom sedan fram att det var Philip José Farmer som var författaren.